# メネラオス (小惑星)
メネラオス(1647 Menelaus)は、木星のトロヤ群の小惑星である。太陽-木星系のL4ラグランジュ点を公転する。1957年6月23日にカリフォルニア州のパロマー天文台でセス・B・ニコルソンが発見し、ギリシア神話の英雄メネラーオスにちなんで名付けられた。